# Tony Judt
Tony Judt (Londres, 2 de janeiro de 1948 — Nova Iorque, 6 de agosto de 2010) foi um historiador, escritor e professor universitário britânico.

## Biografia
Nascido em Londres, seus  pais eram cidadãos britânicos descendentes de russos e de rabinos lituanos, mas eram seculares.  Aos 15 anos,  Judt aderiu entusiasticamente ao sionismo e quis emigrar para Israel, contra a vontade dos pais. Afinal, em 1966, ele seguiu para Israel, a fim de passar o verâo em um  kibbutz machanaim. Pouco tempo depois, começaria a Guerra dos Seis Dias. Durante e depois da  guerra, Judt serviu como motorista e tradutor às Forças Armadas de Israel. No final da guerra, porém, começaria a questionar sua crença no sionismo. "Eu tinha ido com aquela fantasia idealista de criar um país comunitário, socialista, através do trabalho", relatou. O problema foi que ele acabou se dando conta de que "pessoas haviam sido expulsas do país e estavam sofrendo em campos de refugiados para tornar essa fantasia possível."
Judt graduou-se em história na Universidade de Cambridge (1969), mas realizou suas primeiras pesquisas em Paris, na École Normale Supérieure,  onde completou seu Ph.D., em 1972, e onde publicaria dois polêmicos livros – em 1990 e 1991 – sobre a trajetória dos intelectuais franceses.
Em outubro de 2003, publica um artigo na New York Review of Books, no qual recrimina Israel por se tornar um estado étnico "beligerantemente  intolerante, orientado pela fé," e defendeu a transformação do estado judeu num estado  binacional, que deveria incluir toda a atual área de Israel, mais a Faixa de Gaza, Jerusalém Oriental e a Cisjordânia. Nesse novo estado, segundo sua proposta, haveria direitos iguais para todos os judeus e árabes residentes em Israel e  nos Territórios Palestinos. O artigo, que apresentava uma visão política e histórica do Oriente raramente exposta na  mídia mainstream dos Estados Unidos, gerou fortes reações, tanto positivas quanto negativas - mas especialmente negativas entre os escritores pró-Israel, para quem o artigo de Judt era um plano para destruir Israel, substituindo-o por um estado predominantemente palestino, governado por uma maioria palestina. Na semana que se seguiu à publicação do artigo, a NYRB foi inundada por milhares de cartas, nas quais Judt era tachado de  "antissemita" e de "judeu que odeia a si próprio" (em inglês, self-hating Jew). O artigo também provocou a exclusão de Judt do conselho editorial da revista The New Republic. Em abril de 2004, Judt proferiu uma palestra aberta na Columbia University, durante a qual desenvolveu as ideias apresentadas no polêmico artigo.
Nos últimos anos, Judt lecionou na Universidade de Nova York, na cadeira de Estudos Europeus. Em 2006 foi finalista do Prêmio Pulitzer com o livro Pós-Guerra - Uma História da Europa desde 1945,, uma das pesquisas mais completas sobre a história europeia.Judt não ganhou o Pulitzer de 2006 possivelmente porque seu livro foi considerado como uma acusação a Israel, por esvaziar o significado do Holocausto. Teve problemas também quando escreveu a apresentação do livro póstumo de Edward Said, From Oslo to Iraq and the Road Map, alinhando-se a Said na defesa de um Estado único e secular para judeus e palestinos. Em 1995, Judt fundou, na Universidade de New York,  o Instituto Remarque, um centro de pesquisas sobre dissidência, exílio e pacifismo.
Em março de 2008, Tony Judt foi diagnosticado com esclerose lateral amiotrófica. Em outubro de 2009, como consequência das complicações de sua doença, perdeu os movimentos do pescoço para baixo. Morreu em agosto de 2010.

## Publicações
Principais obras publicadas em português:
- Um Tratado sobre os nossos atuais descontentamentos. Edições 70, 2011
- Reflexões sobre um Século Esquecido - 1901-2000.  Objetiva, 2010
- Passado Imperfeito - Um olhar crítico sobre a intelectualidade francesa no pós-guerra. Nova Fronteira, 2008
- Pós-Guerra - Uma História da Europa desde 1945. Objetiva, 2011
- O Mal ronda a Terra. Objetiva, 2011

### Obras publicadas em outras línguas
Como autor
- Judt, Tony (2015). When the Facts Change: Essays, 1995-2010. [S.l.]: Penguin Press. 400 páginas. ISBN 1594206007
- Judt, Tony; Snyder, Timothy (2012). Thinking the Twentieth Century. London: Penguin Press. ISBN 978-1-59420-323-7
- Judt, Tony (2010). The Memory Chalet. London: William Heinemann. ISBN 978-0-434-02096-6
- Judt, Tony (2010). Ill Fares the Land. [S.l.]: Penguin Press. ISBN 1-59420-276-1
- Judt, Tony (2008). Reappraisals: Reflections on the Forgotten Twentieth Century. [S.l.]: Penguin Press. ISBN 1-59420-136-6
- Judt, Tony (2005). Postwar: A History of Europe Since 1945. [S.l.]: Penguin Press. ISBN 1-59420-065-3
- Judt, Tony (1998). The Burden of Responsibility: Blum, Camus, Aron, and the French Twentieth Century. [S.l.]: University of Chicago Press. ISBN 0-226-41418-3
- Judt, Tony (1996). A Grand Illusion?: An Essay on Europe. [S.l.]: Douglas & McIntyre. ISBN 0-8090-5093-5
- Judt, Tony (1992). Past Imperfect: French Intellectuals, 1944–1956. [S.l.]: University of California Press. ISBN 0-520-07921-3
- Judt, Tony (1990). Marxism and the French Left: Studies on Labour and Politics in France 1830–1982. [S.l.]: Clarendon. ISBN 0-19-821578-9
- Judt, Tony (1979). Socialism in Provence 1871–1914: A Study in the Origins of the Modern French Left. [S.l.]: Cambridge University Press. ISBN 0-521-22172-2
- Judt, Tony (1976). La reconstruction du parti socialiste : 1921–1926. [S.l.]: Presses de la Fondation nationale des sciences politiques

Como coautor e organizador
- Judt, Tony & Lacorne, Denis (2005). With Us or Against Us : Studies in Global Anti-Americanism. [S.l.]: Palgrave. ISBN 0-230-60226-6
- Judt, Tony & Lacorne, Denis (2004). Language, Nation, and State: Identity Politics In A Multilingual Age. [S.l.]: Palgrave. ISBN 1-4039-6393-2
- Deák, István; Gross, Jan T.; Judt, Tony (2000). The Politics of Retribution in Europe: World War II and its Aftermath. [S.l.]: Princeton University Press. ISBN 1-4039-6393-2
- Judt, Tony (1989). Resistance and Revolution in Mediterranean Europe 1939–1948. [S.l.]: Routledge. ISBN 0-415-01580-4